# Shikashika
El shikashika es un tipo de helado, elaborado con hielo de glaciar, oriundo de Perú y Bolivia. En algunas comunidades rurales, la extracción y la venta de hielo constituyen una fuente de ingresos en las economías locales. Los comerciantes cortan los bloques con un hacha, manualmente, y los transportan desde las montañas sobre mulas. La unidad que se comercializa, un bloque de hielo que pesa aproximadamente 40 kg, se les vende a los productores de shikashika por casi 17 USD. En cambio, el shikashika se vende por 15 centavos en bolsas de plástico, con jarabes de fruta y colorantes en los festivales andinos y los días de mercado. Además del jarabe, puede contener leche o miel, y se sirve en un vaso con una cuchara.
La palabra «shikashika» es una onomatopeya que proviene del quechua. En español se la conoce como «raspadilla».

## Documental
En 2008, Huaraz Satyricon Cinema produjo un documental sobre el negocio del shikashika en el altiplano andino. Filmada en Perú, esta obra muestra el proceso de elaboración de este hielo coloreado. Para ello, una familia debe viajar por los Andes, donde, con sus manos desnudas, cortan el hielo con un hacha. Al día siguiente, venden el shikashika en una catedral, en el valle.